# Extended Interframe Space
Extended Interframe space (EIFS) est l'un des intervalles inter-trames utilisé par les réseaux WLAN de la norme IEEE 802.11. Il est utilisé à la place du DIFS dans le cas où une station a reçu une trame qu'elle est incapable de décoder ; elle doit alors attendre avant de retransmettre sur le medium. L'EIFS permet de laisser le temps à l'éventuel destinataire originel de cette trame d'envoyer un acquittement au point d'accès sans fil, permettant à la transmission de continuer sans interférences de la part des stations n'étant pas en mesure de décoder cette trame.
L'EIFS est calculé de la manière suivante :
{\displaystyle \mathrm {EIFS} ={\text{Temps de transmission d'une trame d'acquittement au d}}\mathrm {\acute {e}} {\text{bit le plus bas}}+}{\displaystyle \color {Blue}\mathrm {SIFS} } {\displaystyle +} {\displaystyle \color {Blue}\mathrm {DIFS} }